# Риека Режевичи
Риека Режевичи (на сръбски: Ријека Режевићи) е село в Черна гора, разположено в община Будва. Намира се на 369 метра надморска височина. Населението му според преброяването през 2011 г. е 30 души, от тях: 17 (56,66 %) черногорци.

## Население
Численост на населението според преброяванията през годините:
- 1948 – 59 души
- 1953 – 74 души
- 1961 – 56 души
- 1971 – 54 души
- 1981 – 42 души
- 1991 – 38 души
- 2003 – 41 души
- 2011 – 30 души